# Guanghualu
Guanghualu (kinesiska: 光华路, 光华路街道) är en socken i Kina. Den ligger i provinsen Jiangsu, i den östra delen av landet, nära eller i provinshuvudstaden Nanjing. Antalet invånare är 84085. Befolkningen består av 40 226 kvinnor och 43 859 män. Barn under 15 år utgör 9,0 %, vuxna 15-64 år 83 %, och äldre över 65 år 6,0 %.
Genomsnittlig årsnederbörd är 1 385 millimeter. Den regnigaste månaden är juli, med i genomsnitt 242 mm nederbörd, och den torraste är december, med 38 mm nederbörd.